# Rick és Morty: Anime
A Rick és Morty: Anime (eredeti cím: Rick and Morty: The Anime) 2024-es japán–amerikai anime sci-fi sorozat, amelyet Szano Takasi alkotott, a Rick és Morty című sorozat alapján.
Amerikában az Adult Swim, Magyarország a HBO Max mutatta be 2024. augusztus 16-án.

## Ismertető
A Smith-ház tagjai, – amíg a portálutazás le van állítva – különösen az őrült tudós Rick Sanchez és unokái, a 14 éves Morty Smith és a 17 éves Summer Smith kalandra mennek, de szüleik, Jerry és Beth Smith (Rick lánya) nem helyeslik ezt. Morty találkozik az "időharcos" Elle-lel

## Szereplők

### Főszereplők
| Szereplő      | Japán hang         | Angol hang         | Magyar hang     |
| ------------- | ------------------ | ------------------ | --------------- |
| Rick Sanchez  | Tadano Jóhei       | Joe Daniels        | Háda János      |
| Jerry Smith   | Muradzsi Manabu    | Joe Daniels        | Seder Gábor     |
| Morty Smith   | Csiba Keiszuke     | Gabriel Regojo     | Baráth István   |
| Summer Smith  | Macui Akiha        | Donna Bella Litton | Pekár Adrienn   |
| Beth Smith    | Irie Dzsun         | Patricia Duran     | Zakariás Éva    |
| Űr Beth       | Irie Dzsun         | Patricia Duran     | Zakariás Éva    |
| Elle          | Szaszaki Hitomi    | Luci Christian     | Magyar Viktória |
| Frank Palicky | Fukamacsi Tosinari | Ty Mahany          | Markovics Tamás |

### Mellékszereplők
| Szereplő                  | Japán hang        | Angol hang     | Magyar hang  |
| ------------------------- | ----------------- | -------------- | ------------ |
| Tammy Gueterman / Főnixnő | Szakuraba Arisza  | N/A            | Gulás Fanni  |
| Madárszemély              | Hasimoto Maszasi  | Andrew Love    | Varga Gábor  |
| Andre Curtis, elnök       | Komasztu Fuminori | Shawn Hamilton | Rosta Sándor |
| Mr. Goldenfold            | Komasztu Fuminori | Shawn Hamilton | Bolla Róbert |

### Magyar változat
- Főcím: Bordi András
- Magyar szöveg: Hanák János
- Hangmérnök: Fehéresi Péter
- Vágó: Győrösi Gabriella
- Gyártásvezető: Masoll Ildikó
- Szinkronrendező: Kemendi Balázs
- Produkciós vezető: Jávor Barbara

A szinkront a Mafilm Audio Kft. készítette.

## Epizódok

### Rövidfilmek (2020)
| #  | Cím                                 | Rendező          | Író              | Premier            |
| -- | ----------------------------------- | ---------------- | ---------------- | ------------------ |
| 1. | Samurai & Shogun                    | Szato Kaicsi     | Szato Kaicsi     | 2020. március 29.  |
| 2. | Rick and Morty vs. Genocider        | Szano Takasi     | Szano Takasi     | 2020. július 26.   |
| 3. | Summer Meets God (Rick Meets Evil)  | Szano Takasi     | Szano Takasi     | 2020. augusztus 2. |
| 4. | The Great Yokai Battle of Akihabara | Macumoto Maszaru | Fukusima Naohiro | 2020. október 10.  |
| 5. | Samurai & Shogun Part 2             | Szato Kaicsi     | Szato Kaicsi     | 2020. november 12. |

### 1. évad (2024)
| Sor. | Év. | Cím                        | Rendező        | Író          | Premier                                   |
| ---- | --- | -------------------------- | -------------- | ------------ | ----------------------------------------- |
| 1.   | 1.  | Girl Who Manipulates Time  | Szano Takasi   | Szano Takasi | 2024. augusztus 16. 2024. augusztus 16.   |
| 2.   | 2.  | Fighting Mother            | Szano Takasi   | Szano Takasi | 2024. augusztus 23. 2024. augusztus 23.   |
| 3.   | 3.  | Alien Elle                 | Szano Takasi   | Szano Takasi | 2024. augusztus 30. 2024. augusztus 30.   |
| 4.   | 4.  | Memories                   | Szano Takasi   | Szano Takasi | 2024. szeptember 6. 2024. szeptember 6.   |
| 5.   | 5.  | Family                     | Joda Maszahiko | Szano Takasi | 2024. szeptember 13. 2024. szeptember 13. |
| 6.   | 6.  | Free Will                  | Szano Takasi   | Szano Takasi | 2024. szeptember 20. 2024. szeptember 20. |
| 7.   | 7.  | When We Meet in Our Dreams | Szano Takasi   | Szano Takasi | 2024. szeptember 27. 2024. szeptember 27. |
| 8.   | 8.  | Feel, Don't Think          | Szano Takasi   | Szano Takasi | 2024. október 4. 2024. október 4.         |
| 9.   | 9.  | Her Innermost Wish         | Szano Takasi   | Szano Takasi | 2024. október 11. 2024. október 11.       |
| 10.  | 10. | A Pain in the Back         | Szano Takasi   | Szano Takasi | 2024. október 18. 2024. október 18.       |

## A sorozat készítése
A Samurai & Shogun című hatperces rövidfilmet 2020. március 29-én, a Rick és Morty negyedik évadának szünetében, az Adult Swim Toonami műsorblokkjában, bejelentés nélkül sugározták, majd másnap feltöltötték az Adult Swim YouTube-csatornájára. A Szato Kaicsi által írt és rendezett, Iidzsima Kodzsi és a Studio Deen, valamint Terasima-Furuta Maki vezető producer által készített epizód a megszokottól eltérő animációs és művészeti stílust mutat, és erősen az anime, konkrétan a Lone Wolf & Cub témája köré épül. A rövidfilm főszereplői Tadano Jóhei, mint "Rick WTM-72" és Csiba Keiszuke, mint "Shogun Morty", a páros az animációs sorozat japán szinkronizálásából ismétli meg. Az angol feliratokat a Sentai Studios készítette, akik később a többi rövidfilm feliratát is elkészítették.
Egy másik nyolcperces rövidfilmet Rick and Morty vs. Genocider címmel 2020. július 26-án, bejelentés nélkül sugározta a Toonami, és nem sokkal később debütált a YouTube-on. A Szano Takasi által írt és rendezett, a Sola Entertainment által gyártott, a Telecom Animation Filmnél animált, Tadano és Csiba mint Rick és Morty, Muradzsi Manabu mint Jerry, főszereplésével készült epizód a Morty elnök és Rick C-137 közötti konfliktust vizsgálja.
2022 májusában az Adult Swim bejelentette, hogy 10 epizódot rendelt be a Rick és Morty: Anime című sorozathoz. A sorozatot Szano Takasi írta és rendezte.